# Свен I Вилобородий
Св́ен I Вилоборо́дий (17 квітня 963 — 3 лютого 1014) — король Англії, Норвегії та Данії.

## Король Данії
Відповідно до деяких джерел, таких, наприклад, як «Сага про йомсвікінгів», Свен був незаконнонародженим сином Гаральда І Синьозубого, виховувався легендарним йомсвікінгом і ярлом Йомсборга Палнатокі. Народився, ймовірно, до прийняття Данією християнства близько 965 року та при хрещенні отримав ім'я Оттон на честь імператора Священної Римської імперії Оттона I Великого. За деякими свідченнями, попри це, він залишався язичником й домігся влади в результаті боротьби зі своїм батьком.

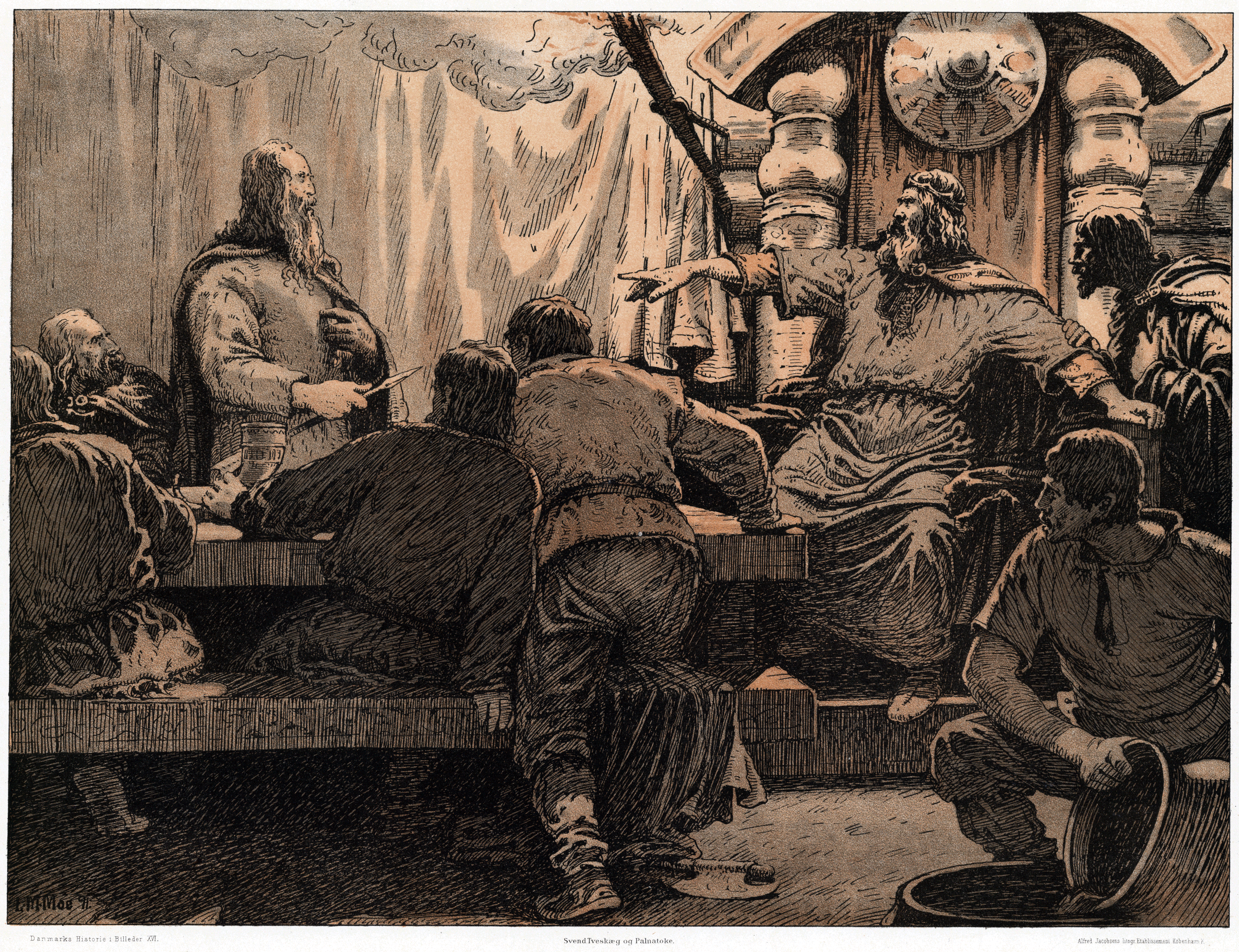
Свен Вилобородий і Палнатокі.

Згідно з Адамом Бременським, Свен був переможений шведським королем Еріком VI Переможним, який управляв Данією упродовж деякого часу у 994—995 роках. Однак з цього приводу немає сталої думки. Відомо також, що по смерті Еріка він узяв за дружину його вдову, відому під іменами Ґунхільда, Сігрід і Святослава. Відносно особи цієї напівлегендарної жінки основні джерела мають розбіжності: відповідно до ісландських саг вона була дочкою шведського вікінга і дружиною Еріка VI, а після його смерті — Свена I; Саксон Граматик підтверджує лише те, що Свен взяв за дружину вдову Еріка; Адам Бременський пише, що вона була польською принцесою; а Тітмар Мерзебурзький згадує, що дружиною Свена та матір'ю Кнуда Великого була дочка Мешка I, сестра польського короля Болеслава I Хороброго. Можливо, це пояснює факт участі польських військ у поході Кнуда Великого до Англії у 1015 році.

## Боротьба за Норвегію
Фактичним правителем Норвегії до 995 року був Гакон I, що став регентом ще за Гаральда I. Однак після повернення до Норвегії Олафа Трюггвасона Гакона вбили, і Данія до 1000 року втратила контроль над Норвегією. Того року у битві під Сволдером об'єднаний дансько-шведський флот разом з кораблями Ейріка, сина вбитого Гакона, здобув перемогу над флотом Олафа, корабель якого потонув разом з ним. Норвегія повернулась під данський контроль, а регентом став Ейрік.

## Завоювання Англії

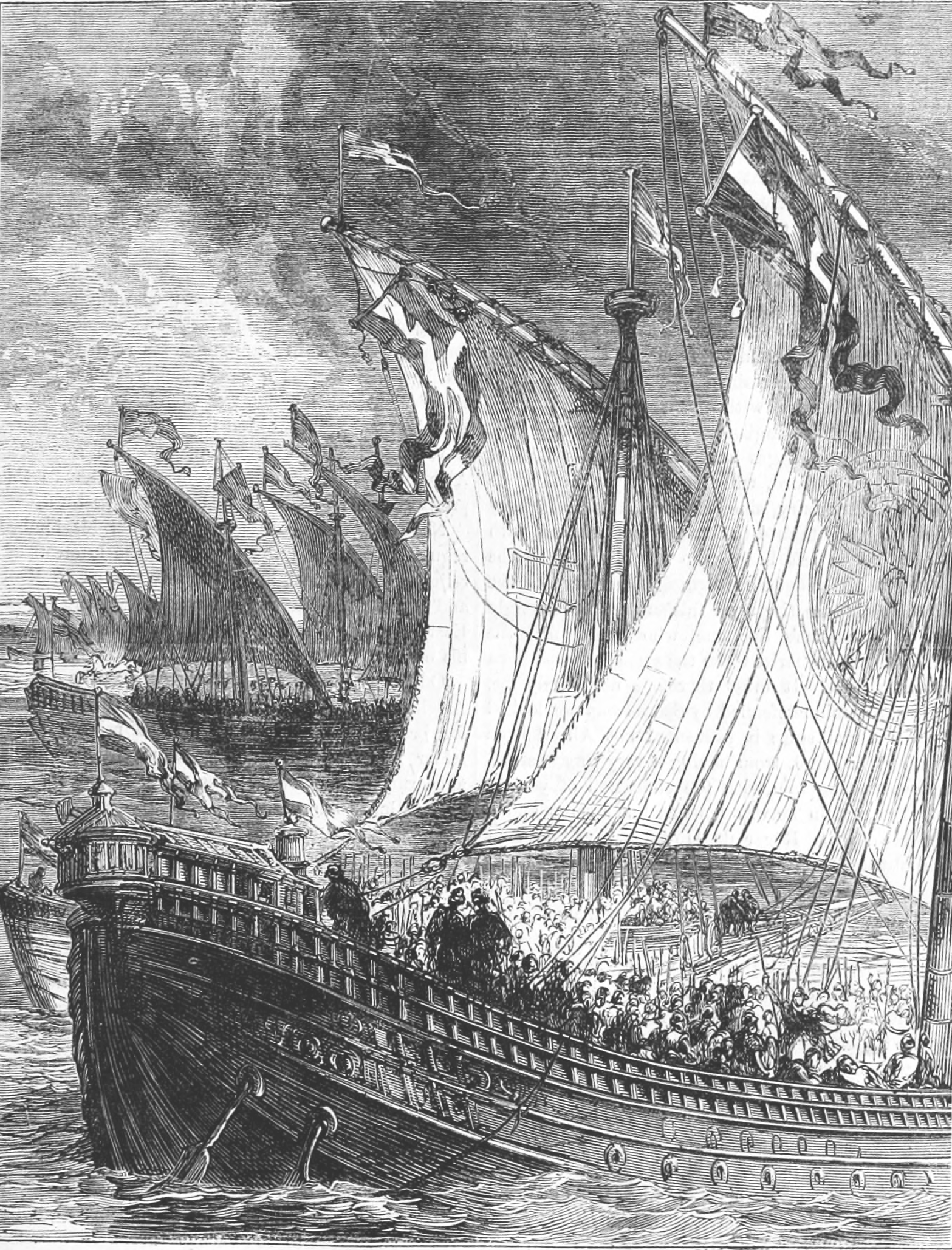
Король Свен пливе по Темзі.

Можливо, саме Свен стояв за серією нападів на Англію у 1003—1005, 1006—1007 та 1009—1012 роках, що була наслідком різанини данів у день св. Брайса 13 листопада 1002 року. Принаймні, він здійснив 1013 року масштабне вторгнення до Англії. Упродовж кампанії він швидко захопив велику кількість міст і поселень, окрім Лондона, біля стін якого дани зазнали тяжких втрат. Все ж, вони цілком оточили місто, й після того як англійський король Етельред II втік наприкінці 1013 року до Нормандії, Лондон капітулював і Вітенагемот проголосив Свена королем. Однак усього через п'ять тижнів він помер. Первинно був похований у Йорку, потім останки було переховано у соборі в Роскілле в Данії.
Прізвисько Свена I зумовлене формою вусів, а не власне бороди.

## Родина й діти
Свен I Вилобородий був одружений двічі
1 Дружина — Гунхільда (або дочки польського князя Мешка І, або Бурислава Вендського; померла 1013 року) 
Діти:
- Гаральд (994—1018). Король Данії та Норвегії з 1014 року.
- Кнуд I Великий (995—1035). Король Данії з 1018, Англії з 1016, Норвегії з 1028. Чоловік Емми Нормандської, вдови Етельреда II Англійського (померла у 1052 році).
- Святослава (англ. Santslava).

2 Дружина —  Сігрід Гордою
Діти:
- Естрід, дружина 1) Річарда II (герцога Нормандії); 2) Ульфа Торгільссона пращура династії Естрідсенів.

Окрім того він мав дочку:
- Гіда — дружина Еріка, сина Гакона Могутнього, правителя Норвегії та ярла Нортумбрії.